# Pyronema
Genre
Espèces de rang inférieur
- P. domesticum (Sowerby) Sacc. (1889)
- P. omphalodes (Bull.) Fuckel (1870)

Synonymes
Phycoascus A.Møller (1901)
Pyronema est un genre de champignons à cupules de la famille des Pyronemataceae. Les Pyronema fructifient exclusivement sur des substrats récemment brûlés ou stérilisés par la chaleur.
Les corps fructifères (apothécies) sont rose clair à orange et en forme de disque ou de coussin. Poussant toujours en grappes denses et fusionnant souvent, ce qui donne un aspect semblable à un tapis. Les ascospores sont simples, lisses, ellipsoïdes, incolores et dépourvues de gouttelettes lipidiques. Lorsqu'il est cultivé en laboratoire sur des plaques de gélose, P. domesticum produit des sclérotes, contrairement à P. omphalodes.
P. domesticum a tendance à produire des apothécies roses à orange et des spores légèrement plus grands, tandis que les apothécies de P. omphalodes sont orange à jaune-orange avec des spores légèrement plus petits. Les Pyronema dominent la communauté fongique du sol après un incendie, et il est démontré que P. domesticum métabolise le charbon de bois,. P. omphalodes est synonyme de P. confluens et P. marianum.
Pyronema est décrit pour la première fois sous le nom de Peziza omphalodes par Pierre Bulliard en 1790,, et en 1870, Leopold Fuckel s'appuie sur la description de Bulliard, fusionnant plusieurs espèces synonymes dans P. omphalodes. En 1889, Pier Andrea Saccardo décrit l'espèce P. domesticum, en s'appuyant directement sur les travaux de James Sowerby.